# Phare de Wood Islands
Le phare de Wood Islands est un phare situé à Wood Islands, sur la côte sud du Comté de Queens (Province de l'Île-du-Prince-Édouard), au Canada. Il se trouve dans le Wood Islands Provincial Park (en).
Ce phare est géré par la Garde côtière canadienne .
Cet édifice fédéral du patrimoine  est répertorié par le gouvernement du Canada  en date du 25 mai 1992.

## Histoire
Le Parlement du Canada a financé, en 1874, la construction d'un phare à Wood Islands. Il est mis en service le 1er novembre 1876.
Jusqu'à la construction du quai pour le ferry, en 1937, la lumière servait d'aide à la navigation pour le trafic maritime dans le détroit de Northumberland et les bateaux de pêche autour du port de Wood Islands. À partir de 1940, la Northumberland Ferries Limited (en) a commencé à utiliser ce feu côtier pour son service saisonnier de traversier entre Wood Islands et Caribou, en Nouvelle-Écosse.
En 1950, l'habitation attenante à la tour a été rénovée et une nouvelle cuisine a été construite pour accueillir le gardien de phare. En 1958, l'habitation et le phare ont été câblés pour l'électricité. La lumière a ensuite fonctionné avec une lampe balise de 1 000 watts et est passée d'une lumière fixe à une lumière clignotante tournante, qui est toujours utilisée. En 1984, la tour a été rénovée lorsqu'un générateur et une corne de brume ont été installés, ainsi qu'un système d'alarme incendie.
Après 133 ans à son emplacement primitif, l'érosion du littoral a obligé le déplacement du phare, de quelques mètres au-dessus du détroit de Northumberland, et à 70 mètres en arrière sur un sol plus solide, le 10 mars 2009. Le déplacement a été fait en hiver pour profiter d'un sol plus solide pour supporter la structure opérant le déménagement.
Il fut l'un des trois derniers phares de l'Île-du-Prince-Édouard à être entièrement automatisé en 1990, et le dernier où vivaient encore le gardien et sa famille. Le phare et la résidence sont maintenant ouverts comme un musée , avec des expositions sur l'histoire des phares, le service de traversier et la pêche sur l'île, et comprend une cuisine d'époque des années 1950 et les quartiers du gardien.

## Description
Le phare est une tour pyramidale blanche de 16,5 m de haut, avec une galerie et une lanterne carrée en fer rouge, attenante à une maison de gardien. Son feu isophase émet, à une hauteur focale de 21,8 m, un éclat blanc toutes les 10 secondes. Sa portée nominale est de 12 milles nautiques (environ 22 km).
Identifiant : ARLHS : CAN-535 - Amirauté : H-0962 - NGA : 8164 - CCG : 0976 .

## Caractéristique duFeu maritime
Fréquence : 10 secondes (W)
- Lumière : 5 secondes
- Obscurité : 5 secondes

|              |
| Wood Islands |

|                            |
| Les phares de Wood Islands |

|             |
| La lanterne |

### Lien connexe
- Liste des phares de l'Île-du-Prince-Édouard
- Phare de Wood Islands (Range Front)
- Phare de Wood Islands (Range Rear)